# シスタートウショウ
シスタートウショウは日本の競走馬、繁殖牝馬。1991年の桜花賞に優勝、同年のJRA賞最優秀4歳牝馬を受賞した。主戦騎手は角田晃一。同郷・同馬主である父トウショウボーイの種牡馬生活後期の傑作と言われる。また美しい馬体と愛らしい表情でも人気を博し、雑誌『優駿』は「最強・最美のトウショウボーイ牝馬」と評した。全弟に1998年の北九州記念優勝馬トウショウオリオンがいる。
※馬齢は2000年以前に使用された旧表記 (数え年) で統一する。

## 出生
父は競走馬時代に「天馬」と称され、種牡馬としても成功を収めていたトウショウボーイ。母コーニストウショウは未勝利馬だが、日本在来の名門牝系であるシラオキ系の出身馬である。良血の組み合わせであったが、トウショウ牧場生産のトウショウボーイ産駒は成績が芳しくなく、またシラオキ系牝馬もトウショウ牧場では成績が良くなかった。コーニストウショウも一時は整理の対象となっていたが、馬体が良かったために特別に牧場に残された。こうした状況下で1988年に誕生したシスタートウショウは、前後駆ともに発達した好馬体を持ち、「両親の良いところだけを受け継いだ馬」と大きな期待を受けた。

## 戦績
1990年12月、京都競馬場の新馬戦でデビュー。当時2年目の若手騎手であった角田晃一を鞍上に、初戦勝利を挙げる。年明けの条件戦福寿草特別ではスタートで出遅れながら2馬身差で勝利、桜花賞への前哨戦として出走したチューリップ賞（当時オープン特別競走）では先行策から抜け出し、重賞2勝のスカーレットブーケに2馬身半差を付けての勝利を挙げ、3戦3勝で桜花賞に臨んだ。
当年の桜花賞は、戦前から稀に見るハイレベルと評されており、中でも5戦5勝・うち重賞2勝のイソノルーブルを筆頭に、牡馬混合重賞2勝のノーザンドライバー、それぞれ重賞2勝のスカーレットブーケとミルフォードスルー、これにシスタートウショウを加えた「5強」の対決と言われた。当日の本馬は4番人気、1番人気にはイソノルーブルが支持されたが、競走前に同馬の左前脚に落鉄が発生、再装着に手間取り、結局裸足のまま発走というアクシデントが起こる。スタートが切られると先行勢が競り合いながら進み、1000m通過57秒5というハイペースとなる。この中でシスタートウショウは中団で落ち着いたレース運びを見せると、直線で早めに抜け出して後続を寄せ付けず勝利。重賞初制覇をクラシック桜花賞で果たした。稍重馬場での競走ながら、優勝タイム1分33秒8は、従来の記録を一挙に1秒短縮するレースレコード。鞍上の角田晃一にとっても初のGI競走勝利であり、またトウショウ牧場にとっては父トウショウボーイ以来、15年振りのクラシック勝利となった。
続く優駿牝馬（オークス）では1番人気に支持されたが、スタートで出遅れて最後方からのレースとなった。道中も前に行きたがる素振りを見せたが、角田は後方待機のまま折り合いに専念。最後の直線に入ると後方大外から追い込んで13頭を交わし、ゴール前では逃げ粘りを図るイソノルーブルと馬体を接したが、ハナ差捉えきれず2着となった。
競走後はトウショウ牧場で休養に入ったが、復帰調整中に屈腱炎を発症し、休養は1年7か月に及んだ。1992年12月にオープン特別競走で復帰するも、8着に終わる。以降は翌1993年の中山記念で2着、続く安田記念で4着と好走を見せるも、勝利には至らなかった。その後、同年秋の目標とした天皇賞・秋への調整中に脚部不安を生じ、競走生活から退いた。

## 競走成績
以下の内容は、netkeiba.comおよびJBISサーチに基づく。
| 年月日 | 年月日 | 年月日 |      | レース名          | 格   | 頭数 | 枠番 | 馬番 | 人気 | 着順 | 距離（状態）  | タイム | 着差    | 騎手     | 斤量 | 勝ち馬/（2着馬）       |
| 1990   | 12.    | 8      | 京都 | 3歳新馬           |      | 9    | 2    | 2    | 2    | 1着  | 芝1600m（良） | 1:36.8 | 1 3/4身 | 角田晃一 | 52   | （バンブーパッション） |
| 1991   | 1.     | 5      | 京都 | 福寿草特別        | 500  | 15   | 7    | 14   | 1    | 1着  | 芝2000m（良） | 2:03.0 | 2 1/2身 | 角田晃一 | 53   | （スナークホワイト）   |
|        | 3.     | 10     | 中京 | チューリップ賞    | OP   | 13   | 2    | 2    | 1    | 1着  | 芝1700m（良） | 1:44.1 | 2 1/2身 | 角田晃一 | 54   | （スカーレットブーケ） |
|        | 4.     | 7      | 京都 | 桜花賞            | GI   | 18   | 7    | 15   | 4    | 1着  | 芝1600m（稍） | 1:33.8 | 2身     | 角田晃一 | 55   | （ヤマノカサブランカ） |
|        | 5.     | 19     | 東京 | 優駿牝馬          | GI   | 20   | 7    | 17   | 1    | 2着  | 芝2400m（良） | 2:27.8 | 0.0秒   | 角田晃一 | 55   | イソノルーブル         |
| 1992   | 12.    | 12     | 阪神 | ポートアイランドS | OP   | 16   | 7    | 13   | 2    | 8着  | 芝1600m（良） | 1:36.8 | 0.9秒   | 角田晃一 | 58   | ワイドバトル           |
|        | 12.    | 20     | 阪神 | 阪神牝馬特別      | GIII | 16   | 5    | 10   | 2    | 5着  | 芝2000m（稍） | 2:07.1 | 0.6秒   | 角田晃一 | 57.5 | ユーセイフェアリー     |
| 1993   | 1.     | 24     | 京都 | 日経新春杯        | GII  | 12   | 6    | 8    | 5    | 6着  | 芝2200m（良） | 2:14.6 | 0.6秒   | 角田晃一 | 55   | エルカーサリバー       |
|        | 3.     | 14     | 中山 | 中山記念          | GII  | 14   | 6    | 10   | 3    | 2着  | 芝1800m（良） | 1:47.2 | 0.2秒   | 角田晃一 | 55   | ムービースター         |
|        | 5.     | 16     | 東京 | 安田記念          | GI   | 16   | 2    | 4    | 5    | 4着  | 芝1600m（良） | 1:33.7 | 0.2秒   | 角田晃一 | 55   | ヤマニンゼファー       |
|        | 7.     | 11     | 京都 | 高松宮杯          | GII  | 14   | 1    | 1    | 3    | 5着  | 芝2000m（良） | 1:59.9 | 0.9秒   | 角田晃一 | 57   | ロンシャンボーイ       |
|        | 9.     | 19     | 中山 | オールカマー      | GIII | 13   | 6    | 9    | 2    | 5着  | 芝2200m（良） | 2:13.6 | 1.0秒   | 角田晃一 | 54   | ツインターボ           |

- 枠番・馬番の太字は単枠指定を示す。内容はnetkeiba.comおよびJBISサーチのほか、日本中央競馬会『中央競馬全重賞競走成績 GI編』（1996年）[8]に基づく。

## 引退後
引退後は繁殖牝馬として期待を集めたが、重賞勝ち馬は出せなかった。また、子育てに熱心なタイプではなかった。メジロマックイーンとの間に産まれた初仔のシンディトウショウは、血統面から多大な期待を掛けられながらも、鶴留厩舎に入厩後に黒色腫（メラノーマ）に侵されていることが判明。デビュー前に死亡した。2003年、2005年、2006年に産んだ仔もそれぞれ生後間もなく死亡するなど、順調な繁殖生活ではなかった。唯一、2002年に産んだトウショウパワーズが5勝を挙げ、オープン馬となっている。2007年以降は種付けを行っておらず、トウショウ牧場で功労馬として繋養されていた。
2015年3月3日、老衰により死亡。

### 産駒一覧
|        | 生年   | 馬名                   | 性 | 毛色 | 父                 | 戦績（特記）              |
| ------ | ------ | ---------------------- | -- | ---- | ------------------ | ------------------------- |
| 初仔   | 1995年 | シンディトウショウ     | 牝 | 芦毛 | メジロマックイーン | 不出走                    |
| 2番仔  | 1996年 | シャララトウショウ     | 牝 | 鹿毛 | リズム             | 10戦0勝                   |
| 3番仔  | 1997年 | ルナトウショウ         | 牝 | 鹿毛 | ブライアンズタイム | 不出走                    |
| 4番仔  | 1998年 | トウショウハンサム     | 牡 | 栗毛 | フォーティナイナー | 20戦3勝                   |
| 5番仔  | 1999年 | トウショウスピカ       | 牡 | 栗毛 | ノーザンテースト   | 53戦5勝（うち地方9戦4勝） |
| 6番仔  | 2001年 | トウショウアスロン     | 牡 | 鹿毛 | カーネギー         | 36戦3勝                   |
| 7番仔  | 2002年 | トウショウパワーズ     | 牡 | 鹿毛 | ダンスインザダーク | 32戦5勝（うち障害1戦0勝） |
| 8番仔  | 2003年 | シスタートウショウの03 | 牡 | 栗毛 | フジキセキ         | （生後直死）              |
| 9番仔  | 2004年 | シリウストウショウ     | 牝 | 栗毛 | スペシャルウィーク | 11戦0勝(繁殖牝馬)         |
| 10番仔 | 2005年 | シスタートウショウの05 | 牡 | 栗毛 | アグネスタキオン   | （生後直死）              |
| 11番仔 | 2006年 | シスタートウショウの06 | 牡 | 栗毛 | フレンチデピュティ | （生後直死）              |

## 血統表
| シスタートウショウの血統        | シスタートウショウの血統                               | シスタートウショウの血統 | （血統表の出典）   | （血統表の出典） |
| 父系                            | テスコボーイ系                                         | テスコボーイ系           | テスコボーイ系     | [ § 2 ]          |
| 父 トウショウボーイ 1973 鹿毛   | 父の父*テスコボーイ Tesco Boy 1963 黒鹿毛              | Princely Gift            | Nasrullah          | Nasrullah        |
| 父 トウショウボーイ 1973 鹿毛   | 父の父*テスコボーイ Tesco Boy 1963 黒鹿毛              | Princely Gift            | Blue Gem           |                  |
| 父 トウショウボーイ 1973 鹿毛   | 父の父*テスコボーイ Tesco Boy 1963 黒鹿毛              | Suncourt                 | Hyperion           | Hyperion         |
| 父 トウショウボーイ 1973 鹿毛   | 父の父*テスコボーイ Tesco Boy 1963 黒鹿毛              | Suncourt                 | Inquisition        |                  |
| 父 トウショウボーイ 1973 鹿毛   | 父の母*ソシアルバターフライ Social Butterfly 1957 鹿毛 | Your Host                | Alibhai            | Alibhai          |
| 父 トウショウボーイ 1973 鹿毛   | 父の母*ソシアルバターフライ Social Butterfly 1957 鹿毛 | Your Host                | Boudoir            |                  |
| 父 トウショウボーイ 1973 鹿毛   | 父の母*ソシアルバターフライ Social Butterfly 1957 鹿毛 | Wisteria                 | Easton             | Easton           |
| 父 トウショウボーイ 1973 鹿毛   | 父の母*ソシアルバターフライ Social Butterfly 1957 鹿毛 | Wisteria                 | Blue Cyprus        |                  |
| 母 コーニストウショウ 1977 栗毛 | 母の父*ダンディルート Dandy Lute 1972 鹿毛             | Luthier                  | Klairon            | Klairon          |
| 母 コーニストウショウ 1977 栗毛 | 母の父*ダンディルート Dandy Lute 1972 鹿毛             | Luthier                  | Flute Enchantee    |                  |
| 母 コーニストウショウ 1977 栗毛 | 母の父*ダンディルート Dandy Lute 1972 鹿毛             | Dentrelic                | Prudent            | Prudent          |
| 母 コーニストウショウ 1977 栗毛 | 母の父*ダンディルート Dandy Lute 1972 鹿毛             | Dentrelic                | Relict             |                  |
| 母 コーニストウショウ 1977 栗毛 | 母の母ローズトウショウ 1965 鹿毛                       | *テューダーペリオッド    | Owen Tudor         | Owen Tudor       |
| 母 コーニストウショウ 1977 栗毛 | 母の母ローズトウショウ 1965 鹿毛                       | *テューダーペリオッド    | Cornice            |                  |
| 母 コーニストウショウ 1977 栗毛 | 母の母ローズトウショウ 1965 鹿毛                       | ワカシラオキ             | *ソロナウェー      | *ソロナウェー    |
| 母 コーニストウショウ 1977 栗毛 | 母の母ローズトウショウ 1965 鹿毛                       | ワカシラオキ             | シラオキ           |                  |
| 母系(F-No.)                     | シラオキ系(FN:3-l)                                     | シラオキ系(FN:3-l)       | シラオキ系(FN:3-l) | [ § 3 ]          |
| 5代内の近親交配                 | Hyperion4・5×5                                         | Hyperion4・5×5           | Hyperion4・5×5     | [ § 4 ]          |
| 出典                            | 1. 2. 3. 4.                                            | 1. 2. 3. 4.              | 1. 2. 3. 4.        | 1. 2. 3. 4.      |

全姉エナジートウショウの仔には2007年の日本ダービーを64年ぶりに牝馬で優勝したウオッカの母タニノシスター、京王杯スプリングカップ2着馬スカイアンドリュウ、ガーネットステークスの勝ち馬スリーアベニューがおり、半妹ジェーントウショウの仔にはCBC賞2勝など短距離重賞5勝を挙げたシーイズトウショウ、母の姉グレイトウショウの孫には菊花賞馬マチカネフクキタルがいる。